# Asia Brewery
Asia Brewery est une entreprise de boissons philippine, fondée en 1982. Elle a son siège à Makati.

## Histoire
En décembre 2012, la société espagnole Grupo Leche Pascual (depuis devenue Calidad Pascual) a formé une coentreprise avec Asia Brewery aux Philippines sous le nom de AB Pascual Foods, avec l'introduction du yaourt Creamy Delight.